# Nikoloz Muskhelishvili
Nikoloz (Niko) Muskhelishvili (georgiano: ნიკოლოზ (ნიკო) მუსხელიშვილი; 16 de febrero [O.S. 4 de febrero] 1891 - 15 de julio de 1976) fue un célebre matemático, físico e ingeniero georgiano soviético, uno de los fundadores y primer Presidente (1941-1972) de la Academia de Ciencias de la RSS de Georgia (actual Academia de Ciencias de Georgia). A menudo se le conoce por la versión rusa de su nombre, Nikolai Ivanovich Muskhelisvili (Николай Иванович Мусхелишвили).

## Vida y carrera
Muskhelishvili nació el 16 de febrero [O.S. 4 de febrero] de 1891 en Tiflis, entonces parte del Imperio ruso, en el seno de una familia de ingenieros. Se graduó en la escuela de gramática local en 1909 y posteriormente en la Facultad de Física y Matemáticas de San Petersburgo en 1914. Inmediatamente después de su graduación se convirtió en jefe de Matemáticas Aplicadas de la misma facultad y en 1918 aprobó el examen para obtener el título de máster. Su primera revista científica se publicó ya en 1915 con varios números sobre la teoría de la elasticidad. De 1917 a 1920 trabajó como subdirector de la Universidad de Petrogrado y también enseñó matemáticas en otras instituciones de San Petersburgo. A petición de la efímera República Democrática de Georgia, en 1920 se trasladó a su país natal para organizar la creación de una escuela científica nacional. Allí Muskhelishvili impartió clases en la Universidad Estatal y el Instituto Politécnico de Tiflis como profesor asistente y de 1922 a 1938 como profesor titular. Tras la invasión soviética de Georgia en 1921, Muskhelishvili pudo continuar sus trabajos en la Academia Soviética de Ciencias de Transcaucasia y desde 1933 fue miembro correspondiente de la Academia de Ciencias de la URSS. En 1940 se convirtió en miembro del PCUS.
En 1941, sobre la base de la antigua Academia de Ciencias de Georgia, la RSS de Georgia creó una nueva Academia de Ciencias de la URSS y Muskhelishvili fue elegido su primer presidente y académico. Al mismo tiempo, fue nombrado director del Instituto de Matemáticas de Tiflis, que lleva el nombre de AM Rasmadze, cargo que ocupó hasta su muerte en 1976.
De 1956 a 1976, Muskhelishvili fue presidente del Comité Nacional de Mecánica Teórica y Aplicada de la URSS (creado por decreto del Presidium de la Academia de Ciencias). Desde 1957 fue también miembro del Presidium de la Academia de Ciencias. En 1972, debido a problemas de salud, el profesor dimitió del cargo de presidente de la Academia de Ciencias de la RSS de Georgia, pero en reconocimiento a sus destacados logros y servicios fue elegido presidente honorario de la academia. También fue académico y profesor honorario de las Academias de Ciencias de las RSS de Armenia y Azerbaiyán desde 1961. Muskhelishvili era miembro honorario de la Academia Búlgara de Ciencias desde 1952, de la Academia Polaca de Ciencias desde 1960 y de la Academia de Ciencias de Berlín desde 1967. También ocupó el cargo de Vicepresidente del Soviet Supremo de la Unión Soviética en ocho convocatorias desde 1937 hasta 1974.
Nikoloz Muskhelishvili murió el 15 de julio de 1976 en Tbilisi y está enterrado en el Panteón Mtatsminda.

## Contribuciones a la ciencia
Muskhelishvili realizó investigaciones fundamentales sobre las teorías de la elasticidad física, ecuaciones integrales, problemas de valores en la frontera y otros. Fue uno de los primeros en aplicar la teoría de funciones de variables complejas a los problemas de las teorías de la elasticidad, proponiendo una serie de técnicas que se han aplicado con éxito en numerosas áreas de las matemáticas, la física teórica y la mecánica. Sus trabajos resolvieron todos los problemas principales de la teoría de la elasticidad plana, abriendo una amplia clase de dominios y reduciendo el problema plano a sistemas finitos de ecuaciones algebraicas lineales integrales singulares. También se le atribuyen importantes contribuciones a la teoría de los problemas lineales de valor límite para funciones analíticas y ecuaciones integrales unidimensionales. Muskhelishvili es autor de varios artículos científicos, monografías y libros de texto sobre matemáticas que se han utilizado en universidades desde su publicación. Los más apreciados son las monografías "Algunos problemas básicos de la teoría matemática de la elasticidad" (1933) y "Ecuaciones integrales singulares" (1947).

### Participación en la investigación militar.
Durante la Segunda Guerra Mundial, Muskhelishvili fue responsable de reorientar la preocupación de la Academia de Ciencias hacia la defensa nacional. Realizó una serie de trabajos de investigación, experimentales y teóricos en diferentes áreas de las matemáticas aplicadas, la física y la mecánica, que tuvieron una gran importancia práctica y un impacto decisivo en el desarrollo de una serie de equipos militares durante y después de la guerra. Sin embargo, la escala exacta es desconocida y clasificada. Sus logros y su implicación en el ámbito de la defensa le valieron varios galardones, entre ellos la Medalla "Por la Defensa del Cáucaso". También fue premiado por el lanzamiento al espacio del primer satélite artificial del mundo en 1961, en cuyo desarrollo también había contribuido. Muskhelishvili era un reputado especialista en ingeniería capaz de aplicar muchas de sus teorías y soluciones, incluida la suspensión por barras de torsión para vehículos de oruga como los tanques. La mayor parte de sus investigaciones, teorías e ideas se tuvieron en cuenta y se aplicaron para el desarrollo de determinados vehículos durante la Guerra Fría, algunas de las cuales ya procedían de su anterior trabajo teórico durante la Segunda Guerra Mundial, sobre la elasticidad de materiales específicos en circunstancias concretas como diferentes temperaturas, peso, composición, etc. Su trabajo se aplicó prácticamente a todo, desde vehículos terrestres hasta aviones, cohetes y satélites.

### Pertenencia a academias científicas
- Miembro correspondiente de la Academia de Ciencias de la URSS
- Académico de la Academia de Ciencias de la URSS
- Académico de la Academia de Ciencias de la República Socialista Soviética de Georgia
- Académico honorario de la Academia de Ciencias de Armenia
- Académico honorario de la Academia de Ciencias de Azerbaiyán
- Miembro extranjero de la Academia de Ciencias de Bulgaria
- Miembro extranjero de la Academia Polaca de Ciencias
- Miembro extranjero de la Academia de Ciencias de Alemania (Berlín)

### Premios notables
- Héroe del trabajo socialista (1945)
- Premio Stalin (1941), (1947)
- Orden de Lenin (1941), (1945), (1952), (1961), (1966), (1975)
- Orden de la Revolución de Octubre (1970)
- Orden de la Bandera Roja del Trabajo (1944)
- Medalla de Oro de la Academia de Ciencias de Turín (1969)
- Medalla de Oro de la Academia Eslovaca de Ciencias (1970)
- Cirilo y Metodio I grado (1970)
- Medalla de oro Lomonósov (1972)

La Academia de Ciencias de Georgia creó un premio que lleva el nombre de Nikoloz Muskhelishvili.

### Publicaciones principales
- "On the equilibrium of elastic circular disks under the influence of stresses applied at the points of their encirclement and acting in their domains". (en ruso), Izv. Electrotekhnich. Inst., Petrograd, 12 (1915), 39–55 (junto con G. V. Kolosov).
- "On thermal stresses in the plane problem of the theory of elasticity". (en ruso), Izv. Electrotekhnich. Inst., Petrograd, 13 (1916), 23–37.
- "On defining a harmonic function by conditions given on the contour". (Russian) Zh. Fiz.-mat.ob-va, Perm Univ., 1918, (1919), Issue I, 89–93.
- "Applications des intégrales analogues à celles de Cauchy et quelques problèmes de la physique mathématique". - Tiflis, Edition de l'Université de Tiflis, Imprimerie de l'Etat, 1922.
- "On periodic orbits in closed geodesic lines (abstract)". (en ruso) Trans. All-Russian Math. Congr. Moscow, April 27–May 4, 1927, Moscow-Leningrad, 1928,189.
- "On some contour problems of plane hydrodynamics".(en ruso) Proc.of  All-Russian Math. Congr. Moscow-Leningrad, 1928, 262.
- "Zum Problem der Torsion der homogenen isotropen Prismen". Izv. Tiflis. polit.in-ta, 1 (1929), part 1, 1-–20.
- "Nouvelle méthode de rèduction du problème biharmonique fondamental à une equation de Fredholm". C. R. Acad. Sci.,192 (1931), No. 2, 77–79.
- "Théorèmes d'existence relatifs au problème biharmonique et aux problèmes d'élasticité a deux dimensions". C. R. Acad. Sci., 192 (1931), No. 4, 221–223.
- "To the problem of torsion and bending of elastic bars composed of various materials. (en ruso). Izv. AN SSSR, OMEN, 1932, iss.7, 907–945.
- "To the problem of torsion and bending of composite elastic beams". (en ruso) Izv. Inzh. Inst. Gruzii, 1932, iss. I, 123–127.
- "Some basic problems of the mathematical theory of elasticity. Basic Equations, the plane problem, torsion and bending (Foreword by Acad. A. N. Krilov)". (en ruso) Acad. Sci. USSR, Leningrad, 1933.
- "Singular integral equations, boundary value problems of the function theory and some of their applications to mathematical physics (en ruso)", Moscow -Leningrad, 1946.
- "Sur le problème de torsion des poutres élastiques composées". C. R. Acad. Sci., 194 (1932), No. 17, 1435–1437.
- "Recherches sur des problèmes aux limites relatifs à l'équation biharmonique et aux équations de l'élasticité à deux dimensions". Math. Ann., 1932, Bd. 107, No. 2, 282–312.
- "Solution of a plane problem of the theory of elasticity for a solid ellipse". (en ruso) PMM, I (1933), is. I, 5–12.
- "Praktische Lösung der fundamentalen Randwertaufgaben der Elastizitätstheorie in der Ebene fur einige Berandungsformen". Z. Angew. Math. und Mech., 1933, Bd. 13, No. 14, 264–282.
- "Sur l'équivalence de deux méthodes de reduction du problème plan biharmonique à une équation intégrale". C. R. Acad. Sci., 196 (1933), No. 26, 1947–1948 (con V. Fock).
- "A new general method of the solution of the basic boundary value problems of the plane theory of elasticity". (en ruso) DAN SSSR, 3 (1934), No. 1, 7–11.
- "Investigation of new integral equations of the plane theory of elasticity". (en ruso) DAN SSSR, 3 (1934), No. 2, 73–77.
- "On a new boundary value problem of the theory of elasticity". (en ruso) DAN SSSR, 3 (1934),141–144.
- "A new method of the solution of plane problems of the theory of elasticity". (en ruso) Bull. II All-Union Math. Congr. in Leningrad, June 24–30, Leningrad, 1934, 68 (Abstarct).
- "Solution of the basic mixed problem of the theory of elasticity for half-plane". (en ruso) DAN SSSR, 3(1935), No. 2, 51-–53.
- "Theory of elasticity". (Russian) Big Soviet Encycl., 56 (1936), 147–158.
- "A new method of solution of plane problems of the theory of elasticity (Abstract)". (en ruso) Trans. II All-Union Math. Congr. in Leningrad, June 24–30, 2 (1934), Leningrad-Moscow, 1936, 345–346.
- "On the numerical solution of a plane problem of the theory of elasticity". (georgiano). Trans. Tbil. Math. Inst., 1 (1937), 83–87.
- Transl. editing: Chapters 7–9. In the book by F. Frank and R. Mizes "Differential and Integral equations of Mathematical Physics". Part 2. Transl. editado por L. E. Gurevich. Leningrad-Moscow, 1937, 224–346.
- "On the solution of the basic boundary value problems of the theory of Newtonean potential". (en ruso) PMM, 4 (1940), iss. 4, 3–26.
- "On the solution of the basic contour problems of the logarithmic potential theory". (en ruso). Trans. Tbil. Math. Inst., 7 (1939), 1–24 (jointly with L. Z. Avazashvili).
- "On the solution of the Dirichlet problem on a plane". (en ruso) Bull. Georgian Branch USSR Acad. Sci., 1 (1940), No. 2, 99–106.
- "Remarks on the basic boundary value problems of the potential theory". (en ruso) Bull. Georgian Branch USSR Acad. Sci., 1 (1940), No. 3, 169–170. Amendments to the Paper, ditto, No. 7, 567.
- "Application of integrals of the Cauchy type to one class of singular integral equations". (en ruso) Trans. Tbil. Mat. Inst., 10 (1941), 1–43, 161–162.
- "On the basic mixed boundary value problem of the logarithmic potential theory for multiply connected domains". (en ruso) Bull. Acad. Sci. Georgian SSR,2(1941), No. 4, 309–313.
- "Basic boundary value problems of the theory of elasticity for a half-plane". (en ruso) Bull Acad. Sci. Georgian SSR, 2 (1941), No. 10, 873–880.
- "Singular integral equations with a Cauchy type kernel on open contours". (en ruso) Trans. Tbil. Math. Inst. Acad. Sci. Georgian SSR, 2 (1942), 141–172 (junto con D. A. Kveselava).
- "Basic boundary value problems of the theory of elasticity for a plane with rectilinear cuts". (en ruso) Bull. Acad. Sci. Georgian SSR, 3 (1942), No. 2, 103–110.
- "To the problem of equilibrium of a rigid punch at the boundary of an elastic half-plane in the presence of friction". (en ruso) Bull. Acad. Sci. Georgian SSR,43(1942), No. 5, 413–418.
- "Systems of singular integral equations with Cauchy type kernels". (en ruso) Bull. Acad. Sci. Georgian SSR, 3 (1942), No. 10, 987–984.
- "Riemann boundary value problem for several unknown functions and its applications to systems of singular integral equations". (en ruso) Trans. Tbil. math. Inst., 12(1943), 1–46 (junto con N. P. Vekua).
- "Applications of the theory of analytic functions to the theory of elasticity". (en ruso) All-Union Congr. on theoretical and Applied Mechanics. Report Abstracts. Moscow, 1960, 142–143 (junto con I. N. Vekua).
- "Methods of the theory of analytic functions in the theory of elasticity". (en ruso) Trans. All-Union Congr. on Theoretical and Applied Mrchanics (1960). Moscow-Leningrad, USSR Acad. Sci. Publ., 1962, 310-388 (junto con I. N. Vekua).
- "Applications of the theory of functions of a complex variable to the theory of elasticity". In the book: "Application of the theory of functions in solid medium mechanics". (en ruso) v. VII, Nauka, Moscow, 1965, 32–55. Ídem en inglés: 56–75.